# Долгий (Большесолдатский район)
Долгий — посёлок в Большесолдатском районе Курской области. Входит в Любимовский сельсовет.

## География
Посёлок находится в бассейне реки Реут недалеко от границы Большесолдатского и Курчатовского районов, в 43 километрах к северо-западу от Курска, в 27 километрах к юго-западу от районного центра — села Большое Солдатское, в 6,5 км от центра сельсовета – Любимовка.
Улицы
В посёлке есть улица Колпаковская.
Климат
Долгий, как и весь район, расположен в поясе умеренно континентального климата с тёплым летом и относительно тёплой зимой (Dfb в классификации Кёппена).

## Население
| 2002 | 2010 |
| ---- | ---- |
| 214  | ↘136 |

## Транспорт
Долгий находится в 11 км от автодороги регионального значения 38К-004 (Дьяконово — Суджа — граница с Украиной), на автодороге межмуниципального значения 38Н-457 (Любимовка – Долгий), в 10 км от ближайшего ж/д остановочного пункта 428 км (линия Льгов I — Курск).